# El Observador (Cádiz-Sevilla)
El Observador fue una publicación periódica española que se editó en Cádiz y Sevilla entre 1916 y 1934.

## Historia
En 1899 se había publicado en Cádiz un periódico integrista con el mismo nombre, dirigido por Manuel Sánchez Asensio.
La cabecera reaparecería en 1916 como un semanario —subtitulado Semanario Tradicionalista. Defensor de los intereses regionales de Sevilla, Cádiz, Córdoba y Huelva—, ahora también enfocado hacia las provincias de Huelva y Sevilla. Nacido en agosto de 1916, fue una publicación de carácter católico e integrista. Estuvo dirigido por el farmacéutico Lucio Bascuñana García, jefe regional integrista. Hubo una etapa en que apoyó algunas propuestas de los sectores regionalistas andaluces. El Observador seguiría publicándose regularmente hasta diciembre de 1929.
En 1931 volvió a publicarse el semanario, aunque ahora fuese editado en la capital hispalense y fungiera como órgano de expresión del líder carlista andaluz Manuel Fal Conde. Su primer número salió el 21 de junio de 1931. En Sevilla tuvo sus talleres en el número 45 de la calle Albarada, y se publicaba con una frecuencia semanal, saliendo a la calle los domingos. Francisco López Meneses pasaría a ser el director-propietario de la publicación, aunque en la práctica Fal Conde fuera el propietario real. Tras la reunificación del carlismo, ejerció como portavoz de la Comunión Tradicionalista en Sevilla. Fal Conde lo convirtió en un eficaz portavoz de sus planteamientos políticos, además de ejercer como instrumento de la propaganda carlista. Si bien El Observador aspiró a ser un semanario de carácter regional, con una edición conjunta en Sevilla y Cádiz, el intento no llegaría a tener éxito. Siguió publicándose por lo menos hasta junio de 1934.
Durante su segunda etapa, además de Fal Conde y López Meneses, también colaboraron M. Castell Romero, Guillermo Poole, Fernando Adrade o Félix Martín.